# Meteorium regnellii
Meteorium regnellii là một loài Rêu trong họ Meteoriaceae. Loài này được (Broth.) Broth. miêu tả khoa học đầu tiên năm 1906.